# Liste der Naturschutzgebiete im Landkreis Ansbach
Im Landkreis Ansbach gibt es 16 Naturschutzgebiete. Zusammen nehmen sie eine Fläche von 309 Hektar ein. Das größte Naturschutzgebiet im Kreis ist das 1993 eingerichtete Naturschutzgebiet Schafhutungen um Kirnberg.
| Name                                           | Bild | Kennung                   | Einzelheiten | Position | Fläche Hektar | Datum |
| ---------------------------------------------- | ---- | ------------------------- | --- | -------- | ------------- | ----- |
| Ampfrachsee                                    | BW   | NSG-00564.01 WDPA: 318115 | Schnelldorf Strukturreicher Feuchtlebensraum mit extensiven Wiesen.                                                                                | ⊙        | 36,09         | 1982  |
| Ellenbach                                      | BW   | NSG-00588.01 WDPA: 318338 | Voggendorf Mäh-, Feucht- und Streuwiesen, Feuchtbrachen und Erlenbruchwald.                                                                        | ⊙        | 27,74         | 1940  |
| Feuchtflächen am Hammerschmiedsweiher          | BW   | NSG-00215.01 WDPA: 163051 | Dambach Vermoorter Talraum. | ⊙        | 19,34         | 1993  |
| Großlellenfelder Moor                          | BW   | NSG-00316.01 WDPA: 163384 | Großlellenfeld Streuwiesen, Zwischenmoor- und Sumpfwaldbereiche.                                                                                   | ⊙        | 10,77         | 1987  |
| Heglauer Wasen                                 | BW   | NSG-00105.01 WDPA: 81845  | Heglau Flachmoore und Pfeifengraswiesen. | ⊙        | 5,4           | 1977  |
| Kappelwasen                                    | BW   | NSG-00104.01 WDPA: 82040  | Ornbau Biotopkomplex mit einer weiträumigen Feuchtwiesenlandschaft.                                                                                | ⊙        | 11,71         | 1977  |
| Karrachsee                                     | BW   | NSG-00370.01 WDPA: 164030 | Windelsbach Vielgestaltiger Komplex aus Feuchtbiotopen mit zahlreichen Quellaustritten.                                                            | ⊙        | 19,88         | 1990  |
| Kühberg bei Gastenfelden                       |      | NSG-00223.01 WDPA: 164280 | Gastenfelden Magerrasen. | ⊙        | 17,31         | 1984  |
| Moosteile am Klarweiher                        | BW   | NSG-00211.01 WDPA: 164691 | Dennenlohe Niedermoorböden. | ⊙        | 9,7           | 1984  |
| Nasswiesen Lierenfeld                          |      | NSG-00179.01 WDPA: 82207  | Fürnheim Nasswiesen. Landkreis Ansbach = 6,61 ha Landkreis Donau-Ries = 0,07 ha                                                                    | ⊙        | 6,68          | 1983  |
| Schafhutungen um Kirnberg                      | BW   | NSG-00446.01 WDPA: 165353 | Kirnberg Magerrasen. | ⊙        | 47,54         | 1993  |
| Schandtauberhöhle                              | BW   | NSG-00205.01 WDPA: 165361 | Bettenfeld Wasserführende Großhöhle. | ⊙        | 11,98         | 1984  |
| Trockenrasenhutung Cadolzhofen                 | BW   | NSG-00244.01 WDPA: 165963 | Cadolzhofen Mit Gehölzen durchsetzter Trockenrasen.                                                                                                | ⊙        | 13,55         | 1985  |
| Vogelfreistätte Großer und Kleiner Lindleinsee |      | NSG-00378.01 WDPA: 166066 | Schweinsdorf Flache Teichufer mit breitem Schilfgürtel.                                                                                            | ⊙        | 28,58         | 1990  |
| Vogelfreistätte Walk- und Gaisweiher           | BW   | NSG-00204.01 WDPA: 166078 | Dinkelsbühl Weiher mit besonderer Bedeutung für die Vogelwelt.                                                                                     | ⊙        | 33,9          | 1984  |
| Weiherboden bei Anfelden                       | BW   | NSG-00457.01 WDPA: 166207 | Oberdachstetten, Anfelden Aufgelassener Weiher mit umgebenden Wiesenflächen. Landkreis Neustadt an der Aisch = 7,24 ha Landkreis Ansbach = 1,37 ha | ⊙        | 8,62          | 1993  |
| Legende für Naturschutzgebiet                  |      |                           | |          |               |       |